# 2012 no desporto

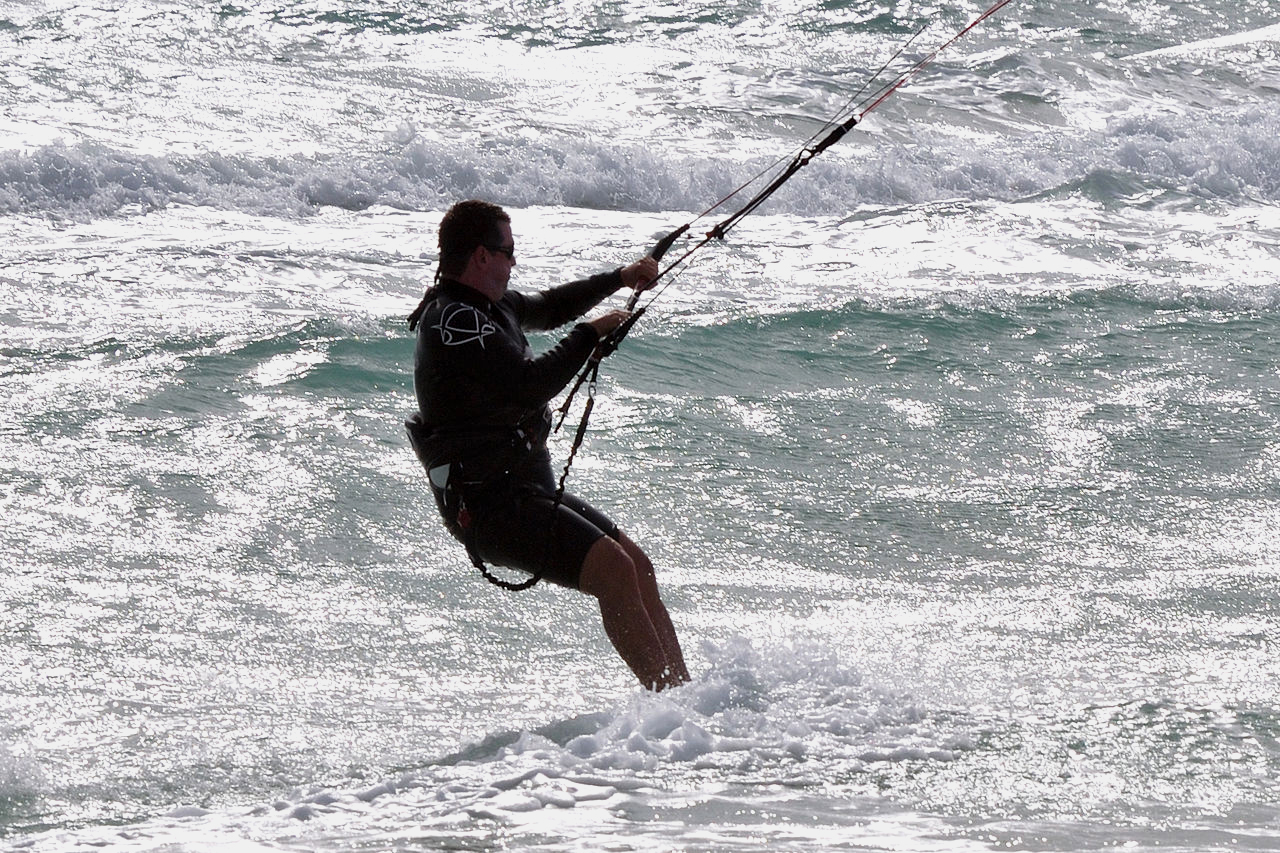
Spanha, kitesurfing in Fuerteventura

Nesta página encontram-se os fatos e referências do desporto que aconteceram durante o ano de 2012.

## Eventos previstos

### Eventos multidesportivos
- 13 a 22 de janeiro: Jogos Olímpicos de Inverno da Juventude, em Innsbruck, Áustria
- 4 a 12 de março: Jogos de Inverno de Ártico, em Whitehorse, Canadá
- 27 de julho a 12 de agosto: Jogos Olímpicos de Verão, em Londres, Reino Unido
- 29 de agosto a 9 de setembro: Jogos Paralímpicos de Verão, em Londres, Reino Unido

### Automobilismo
- 1 a 15 de janeiro: Rali Dakar
- 26 de fevereiro: Daytona 500
- 18 de março a 25 de novembro: Fórmula 1
- 25 de março a 14 de outubro: Temporada da IndyCar Series
- 27 de maio: 500 Milhas de Indianápolis
- 16 e 17 de junho: 24 Horas de Le Mans

### Futebol
- 24 de janeiro a 4 de julho: Copa Libertadores da América
- 7 de março a 25 de julho: Copa do Brasil
- 19 de maio a 24 de novembro: Campeonato Brasileiro - Série B
- 20 de maio a 2 de dezembro: Campeonato Brasileiro - Série A
- 27 de maio a 1 de dezembro: Campeonato Brasileiro - Série C
- 23 de junho a 21 de outubro: Campeonato Brasileiro - Série D
- 2 de junho a 16 de outubro: Eliminatórias da Copa do Mundo FIFA de 2014
- 6 a 16 de dezembro: Copa do Mundo de Clubes da FIFA no Japão

### Futebol Americano
- 7 a 22 de janeiro: playoffs da Temporada de 2011 da National Football League
- 5 de fevereiro: Super Bowl

### Tênis
- 16 a 29 de janeiro: Aberto da Austrália
- 27 de maio a 11 de junho: Torneio de Roland-Garros
- 25 de junho a 8 de julho: Torneio de Wimbledon
- 27 de agosto a 10 de setembro: US Open de tênis

## Fatos

### Janeiro
- 9 de janeiro -  Lionel Messi e  Homare Sawa são escolhidos pela FIFA como os melhores jogadores de 2011
- 15 de janeiro - O clube de futebol  Neuchâtel Xamax decreta falência.
- 25 de janeiro - O  Corinthians vence a Copa São Paulo de Futebol Júnior
- 28 de janeiro -  Victoria Azarenka vence o torneio feminino do Aberto da Austrália de Tênis
- 29 de janeiro
  -  Novak Đoković vence o torneio masculino do Aberto da Austrália de Tênis
  -  A. J. Allmendinger,  Oswaldo Negri,  John Pew e  Justin Wilson, com um Riley Mk. XXVI / Ford, vencem as 24 Horas de Daytona

### Fevereiro
- 12 de fevereiro -  Zâmbia vence o Campeonato Africano das Nações de Futebol

### Março
- 10 de março -  Mauro Vinícius da Silva vence a prova do salto em distância no Campeonato Mundial de Atletismo em Pista Coberta
- 18 de março -  Jenson Button vence o Grande Prêmio da Austrália de Fórmula 1
- 25 de março
  -  Fernando Alonso vence o Grande Prêmio da Malásia de Fórmula 1
  -  Hélio Castroneves vence a etapa de São Petersburgo da Indycar

### Abril
- 1 de abril -  Will Power vence a etapa do Alabama da Indycar
- 14 de abril - O  Osasco vence a Superliga Brasileira de Voleibol Feminino
- 15 de abril
  -  Nico Rosberg vence o Grande Prêmio da China de Fórmula 1, dando a primeira vitória para a Mercedes na categoria desde o Grande Prêmio da Itália de 1955
  -  Will Power vence a etapa de Long Beach da Indycar
- 21 de abril
  - O  Cruzeiro vence a Superliga Brasileira de Voleibol Masculino
  - O  Borussia Dortmund vence o Campeonato Alemão de Futebol
- 22 de abril -  Sebastian Vettel vence o Grande Prêmio do Bahrain de Fórmula 1
- 25 de abril - O  Monterrey vence a Liga dos Campeões da CONCACAF
- 29 de abril
  -  Will Power vence a etapa de São Paulo da Indycar
  - O  Porto vence o Campeonato Português de Futebol

### Maio
- 2 de maio
  - O  Real Madrid vence o Campeonato Espanhol de Futebol
  - O  Luverdense vence o Campeonato Mato-Grossense de Futebol
- 6 de maio - O  Juventus vence o Campeonato Italiano de Futebol
- 7 de maio
  - O  América de Natal vence o Campeonato Potiguar de Futebol
  - O  Aracruz vence o Campeonato Capixaba de Futebol
- 9 de maio
  - O  Atlético de Madrid vence a Liga Europa da UEFA
  - O  Águia Negra vence o Campeonato Sul-Mato-Grossense de Futebol
- 13 de maio
  -  Pastor Maldonado vence o Grande Prêmio da Espanha de Fórmula 1
  - O  Auckland City vence a Liga dos Campeões da Oceania
  - O  Manchester City vence o Campeonato Inglês de Futebol
  - O  Santos vence o Campeonato Paulista de Futebol
  - O  Fluminense vence o Campeonato Carioca de Futebol
  - O  Atlético Mineiro vence o Campeonato Mineiro de Futebol
  - O  Internacional vence o Campeonato Gaúcho de Futebol
  - O  Avaí vence o Campeonato Catarinense de Futebol
  - O  Santa Cruz vence o Campeonato Pernambucano de Futebol
  - O  Ceará vence o Campeonato Cearense de Futebol
  - O  Goiás vence o Campeonato Goiano de Futebol
  - O  Bahia vence o Campeonato Baiano de Futebol
  - O  Coritiba vence o Campeonato Paranaense de Futebol
  - O  Campinense vence o Campeonato Paraibano de Futebol
  - O  Cametá vence o Campeonato Paraense de Futebol
  - O  CRB vence o Campeonato Alagoano de Futebol
- 15 de maio - O  Gurupi vence o Campeonato Tocantinense de Futebol
- 19 de maio
  - O  Chelsea vence a Liga dos Campeões da UEFA
  - O  Ceilândia vence o Campeonato Brasiliense de Futebol
- 20 de maio - O  Montpellier vence o Campeonato Francês de Futebol
- 25 de maio - O  Barcelona vence a Copa do Rei da Espanha
- 27 de maio
  -  Mark Webber vence o Grande Prêmio de Mônaco de Fórmula 1
  -  Dario Franchitti vence as 500 Milhas de Indianápolis

### Junho
- 3 de junho
  -  Brasília vence o NBB
  -  Scott Dixon vence a etapa de Detroit da Indycar
- 9 de junho -  Justin Wilson vence a etapa do Texas da Indycar
- 10 de junho
  - O  Taiti vence a Copa das Nações da OFC
  -  Lewis Hamilton vence o Grande Prêmio do Canadá de Fórmula 1
- 16 de junho -  Ryan Hunter-Reay vence a etapa de Milwaukee da Indycar
- 17 de junho -  André Lotterer,  Marcel Fässler e  Benoît Tréluyer, com um Audi R18 e-tron quattro, vencem as 24 Horas de Le Mans
- 24 de junho
  -  Ryan Hunter-Reay vence a etapa de Iowa da Indycar
  -  Fernando Alonso vence o Grande Prêmio da Europa de Fórmula 1
  -  Arsenal de Sarandí vence o Torneio Clausura do Campeonato Argentino de Futebol

### Julho
- 1 de julho
  - Os  Estados Unidos vencem o Grand Prix de Voleibol
  - A  Espanha vence a UEFA Euro 2012
  - O  River Plate vence a Copa Libertadores da América Sub-20
- 2 de julho - A  Universidad de Chile vence o Torneio Apertura e conquista o inédito tricampeonato chileno de futebol
- 4 de julho - O  Corinthians vence a Copa Libertadores da América de maneira invicta
- 7 de julho -  Serena Williams vence o Torneio de Wimbledon
- 8 de julho
  -  Mark Webber vence o Grande Prêmio da Grã-Bretanha de Fórmula 1
  -  Roger Federer vence o Torneio de Wimbledon pela sétima vez em sua carreira
  - A  Polônia vence a Liga Mundial de Voleibol
  -  Ryan Hunter-Reay vence a etapa de Toronto da Indycar
- 11 de julho - O  Palmeiras vence a Copa do Brasil de Futebol
- 21 de julho - O  Atlético Paranaense vence a Copa do Brasil de Futebol Sub-17
- 22 de julho
  -  Fernando Alonso vence o Grande Prêmio da Alemanha de Fórmula 1
  -  Hélio Castroneves vence a etapa de Edmonton da Indycar
- 25 de julho - 1º dia de disputa dos Jogos Olímpicos
- 26 de julho - 2º dia de disputa dos Jogos Olímpicos
- 27 de julho
  - 3º dia de disputa dos Jogos Olímpicos
  - Cerimônia de abertura dos Jogos Olímpicos
- 28 de julho - 4º dia de disputa dos Jogos Olímpicos
- 29 de julho
  - 5º dia de disputa dos Jogos Olímpicos
  -  Lewis Hamilton vence o Grande Prêmio da Hungria de Fórmula 1
- 30 de julho - 6º dia de disputa dos Jogos Olímpicos
- 31 de julho - 7º dia de disputa dos Jogos Olímpicos

### Agosto
- 1 de agosto
  - 8º dia de disputa dos Jogos Olímpicos
  - O  Kashima Antlers conquista a Copa Suruga Bank de Futebol
- 2 de agosto - 9º dia de disputa dos Jogos Olímpicos
- 3 de agosto - 10º dia de disputa dos Jogos Olímpicos
- 4 de agosto - 11º dia de disputa dos Jogos Olímpicos
- 5 de agosto
  - 12º dia de disputa dos Jogos Olímpicos
  -  Scott Dixon vence a etapa de Mid-Ohio da Indycar
- 6 de agosto - 13º dia de disputa dos Jogos Olímpicos
- 7 de agosto - 14º dia de disputa dos Jogos Olímpicos
- 8 de agosto - 15º dia de disputa dos Jogos Olímpicos
- 9 de agosto - 16º dia de disputa dos Jogos Olímpicos
- 10 de agosto - 17º dia de disputa dos Jogos Olímpicos
- 11 de agosto
  - 18º dia de disputa dos Jogos Olímpicos
  - A  Juventus conquista a Supercopa da Itália
  - O  Porto conquista a Supertaça de Portugal
- 12 de agosto
  - Último dia de disputa dos Jogos Olímpicos
  - Cerimônia de encerramento dos Jogos Olímpicos
  - O  Manchester City conquista a Supercopa da Inglaterra
  - O  Bayern de Munique conquista a Supercopa da Alemanha
- 26 de agosto -  Ryan Briscoe vence a etapa de Sonoma da Indycar
- 29 de agosto - Início dos Jogos Paralímpicos
- 31 de agosto - O  Atlético de Madrid vence a Supercopa Europeia da UEFA

### Setembro
- 1 de setembro
  - O  Grêmio vence a Taça Belo Horizonte de Futebol Júnior
  -  Jenson Button vence o Grande Prêmio da Bélgica de Fórmula 1
  -  Ryan Hunter-Reay vence a etapa de Baltimore da Indycar
- 8 de setembro - Os  Estados Unidos vencem a Copa do Mundo de Futebol Feminino Sub-20
- 9 de setembro
  -  Lewis Hamilton vence o Grande Prêmio da Itália de Fórmula 1
  - Término dos Jogos Paralímpicos
  -  Serena Williams vence o torneio feminino do US Open de Tênis
- 10 de setembro -  Andy Murray vence o torneio masculino do US Open de Tênis. Seu primeiro Grand Slam na carreira
- 16 de setembro - Na Indycar,  Ed Carpenter vence a etapa de Fontana e  Ryan Hunter-Reay vence o campeonato
- 22 de setembro -  Davide Valsecchi vence o campeonato da GP2
- 23 de setembro -  Sebastian Vettel vence o Grande Prêmio de Singapura de Fórmula 1
  - O  Mogi Mirim conquista o acesso para Campeonato Brasileiro de Futebol - Série C
- 26 de setembro - O  Santos vence a Recopa Sul-Americana

### Outubro
- 1 de outubro - O  Orlândia vence a Liga Futsal
- 7 de outubro
  -  Sebastian Vettel vence o Grande Prêmio do Japão de Fórmula 1
  -  Sébastien Loeb e  Daniel Elena vencem o Campeonato Mundial de Rali
- 13 de outubro - A  França vence a Copa do Mundo de Futebol Feminino Sub-17
- 14 de outubro
  -  Sebastian Vettel vence o Grande Prêmio da Coreia do Sul de Fórmula 1
  -  Novak Djokovic vence o Masters 1000 de Xangai
- 19 de outubro
  - O  Osasco vence o Campeonato Mundial de Clubes de Voleibol Feminino
  - O  Trentino vence o Campeonato Mundial de Clubes de Voleibol Masculino
- 21 de outubro - O  Sampaio Corrêa vence o Campeonato Brasileiro de Futebol da Série D
- 27 de outubro
  - O  Guangzhou Evergrande conquista a Super Liga Chinesa pela segunda vez.
  -  Serena Williams vence o Torneio das Campeãs de Tênis pela 3ª vez em sua carreira
- 28 de outubro
  -  Jorge Lorenzo vence o campeonato da Moto GP
  -  Sebastian Vettel vence o Grande Prêmio da Índia de Fórmula 1

### Novembro
- 3 de novembro
  - O  Kashima Antlers vence a Copa da Liga Japonesa e garante vaga na Copa Suruga Bank de 2013
  - A  Rússia vence a Copa Intercontinental de Futebol de Areia.
- 4 de novembro
  -  Kimi Räikkönen vence o Grande Prêmio de Abu Dhabi de Fórmula 1, dando a primeira vitória para a Lotus na categoria desde o Grande Prêmio dos Estados Unidos de 1987
  -  David Ferrer vence o Masters 1000 de Paris
- 5 de novembro -  Novak Djokovic vence o Torneio dos Campeões de Tênis
- 8 de novembro - O  Arsenal de Sarandí vence a primeira edição da Supercopa Argentina
- 10 de novembro - O  Ulsan Hyundai FC vence a Liga dos Campeões da AFC
- 11 de novembro - O  Fluminense vence o Campeonato Brasileiro de Futebol
- 16 de novembro - Na NASCAR,  James Buescher vence a Truck Series
- 17 de novembro
  -  Al-Ahly vence a Liga dos Campeões da CAF
  - Na NASCAR,  Ricky Stenhouse Jr. vence a Nationwide Series
- 18 de novembro
  - O  Brasil vence a Copa do Mundo de Futsal
  -  Lewis Hamilton vence o Grande Prêmio dos Estados Unidos de Fórmula 1
  - Na NASCAR,  Brad Keselowski vence a Sprint Cup
  - A  Tchéquia vence a Copa Davis
- 21 de novembro - O  Brasil vence o Superclássico das Américas de Futebol
- 24 de novembro - O  Goiás vence o Campeonato Brasileiro de Futebol da Série B
- 25 de novembro - Na Fórmula 1,  Jenson Button vence o Grande Prêmio do Brasil e  Sebastian Vettel vence o campeonato pela terceira vez seguida

### Dezembro
- 1 de dezembro
  - O  Oeste vence o Campeonato Brasileiro de Futebol da Série C
  - O  Los Angeles Galaxy vence a Major League Soccer
- 2 de dezembro
  - O  Tijuana vence o Torneio Apertura do Campeonato Mexicano de Futebol
  - O  Vélez Sarsfield vence o Torneio Inicial do Campeonato Argentino de Futebol
  - O  Barcelona de Guayaquil vence o Campeonato Equatoriano de Futebol
- 4 de dezembro - O  Deportivo Anzoátegui vence o Torneio Apertura do Campeonato Venezuelano de Futebol
- 9 de dezembro
  -  Cacá Bueno vence o campeonato da Stock Car Brasil
  - O  Brasil vence a Copa do Mundo de Futsal Feminino
- 12 de dezembro - O  São Paulo vence a Copa Sul-Americana de Futebol
- 15 de dezembro - O  Vitória vence a Copa do Brasil de Futebol Sub-20
- 16 de dezembro - O  Corinthians vence a Copa do Mundo de Clubes da FIFA
- 22 de dezembro - O  Cruzeiro vence o Campeonato Brasileiro de Futebol Sub-20
- 31 de dezembro -  Maurine Kipchumba e  Edwin Kipsang vencem a Corrida de São Silvestre